# Cuadrilla de Amaya
La Cuadrilla de Amaya fue una comarca administrativa de la provincia de Burgos, en Castilla la Vieja. Se ubica al noroeste de la provincia. Incluía varias localidades cercanas a las loras de Amaya y adyacentes.
Las Cuadrillas burgalesas eran subdivisiones comarcales de la provincia o territorio histórico de Burgos (España). Eran instituciones históricas cuya principal función era la de atender y administrar las necesidades de sus habitantes, especialmente en las zonas rurales.

## Subcomarca
La Villa de Amaya, su barrio de Peones, la Venta del Páramo y los ocho lugares que lo componían pertenecen en la actualidad a los municipios de Sotresgudo, Rebolledo de la Torre y Alar del Rey. Ese proceso de fusión municipal se produjo en el último tercio del siglo XX, en paralelo a la fuerte despoblación sufrida por el medio rural de la zona.

## Historia
Se encuadraba en el Partido de Villadiego, uno de los catorce que formaban la Intendencia de Burgos, durante el periodo comprendido entre 1785 y 1833, en el Censo de Floridablanca de 1787, fue jurisdicción de señorío secular teniendo varios titulares según las localidades y jurisdicción de Villadiego para la Venta del Páramo.

## Localidades
- Albacastro. Lugar. Señorío del Duque de Frías. Alcalde pedáneo.
- Amaya. Villa. Señorío del Vizconde de Amaya. Alcalde ordinario.
- Cuevas de Amaya. Lugar. Señorío del Duque de Frías. Alcalde pedáneo.
- Venta del Páramo. Venta. Propiedad de Manuel de la Maza. Jurisdicción de Villadiego.
- Peones de Amaya. Barrio de Amaya. Señorío del Vizconde de Amaya.
- Puentes de Amaya. Lugar. Señorío del Duque de Frías. Alcalde pedáneo.
- Rebolledillo de la Orden. Lugar. Señorío del Duque de Frías. Alcalde pedáneo.
- San Quirce de Riopisuerga. Lugar. Señorío del Duque de Frías. Alcalde pedáneo.
- Valtierra de Albacastro. Lugar. Señorío del Duque de Frías. Alcalde pedáneo.
- Villela. Lugar. Señorío del Duque de Frías. Alcalde pedáneo.